# Kulltjärnen (Grythyttans socken, Västmanland)
Kulltjärnen är en sjö i Hällefors kommun i Västmanland och ingår i Göta älvs huvudavrinningsområde.